# モクセイソウ科
モクセイソウ科（モクセイソウか、Resedaceae）は北アフリカ原産の香料植物。双子葉植物の科で、6属70種ほどの草本からなる。

## 特徴
ヨーロッパ、西アジア、アフリカ北部・南部、北米西部の温帯・亜熱帯に分布し、園芸用に栽培されるものもある。日本には本来自生しないが、モクセイソウ（Reseda odorata）、ホザキモクセイソウ（R. luteola）などが栽培され、野生化したものもみられる。
花は小型の両性花で総状または穂状花序をなす。萼と花弁は多くの種で各6枚、雄蕊の数は不定、雌蕊は3ないし6心皮が離生または合生（早く裂開する）し花柱はない。
ラテン語の「RESEDA」の語源は、「苦痛を消し去る、癒す」で、この属の植物が傷や炎症を和らげるのに用いられたことに因む。和名のモクセイソウは、花にモクセイ（木犀）のような芳香があるることから名づけられた。

## 属
- Caylusea
- Ochradenus
- Oligomeris
- Randonia
- モクセイソウ属 Reseda
- Sesamoides